# Deanna Demuzio
Deanna Demuzio (San Luis, Misuri; 23 de febrero de 1943 - Ibídem., 20 de octubre de 2020) fue una política estadounidense. Ocupó el cargo de alcaldesa de Carlinville y fue miembro demócrata del Senado de Illinois.

## Biografía
Demazio nació en San Luis pero fue criada en Gillespie, Illinois. Fue hija de John y Virginia Demonds.
Se graduó del Gillespie High School en 1961, para luego casarse con él también político y fallecido Vince Demuzio. Tuvo dos hijos: Stephanie Blair y Bradley, quien también falleció antes que ella.

### Carrera política
Representó al Distrito 49 desde 2004 hasta 2010. En mayo de 2004, fue nombrada miembro del Senado del Estado de Illinois tras la muerte de su esposo, el exlíder de la mayoría del Senado Vince Demuzio.
Demuzio se postuló sin oposición en noviembre de 2004 para mantener el puesto vacante por su esposo  Vince Demuzio. En 2006 fue desafiada por el candidato republicano y concejal de Taylorville, Jeff Richey, en las elecciones generales. En el Concejo Municipal de Taylorville, Richey fue presidente del Comité de Ordenanza y sirvió en los comités de Finanzas, Calle, Alcantarillado y Servicios de Emergencia. Demuzio derrotó a Richey en las elecciones generales de 2006, obteniendo el 59,75% de los votos frente al 40,28% de Richey. Representó al Distrito 49 desde 2004 hasta 2010. En las elecciones de 2010, Demuzio fue derrotado por Sam McCann.
Demuzio se desempeñó como delegada en la Convención Nacional Demócrata de 2012.
Falleció el 20 de octubre de 2020 en el Missouri Baptist Medical Center en San Luis, Misuri, a la edad de 77 años.